# トリフェニルテトラゾリウムクロライド
2,3,5-トリフェニルテトラゾリウムクロライド (2,3,5-Triphenyl tetrazolium chloride, TTC) は、酸化還元指示薬の一つ。主に生化学の分野などで、細胞呼吸や代謝活性を測定するために用いられる。TTCは白色結晶で、水やエタノール、アセトンには溶けるが、エーテルには不溶。また熱や光によって分解するため、冷温・暗所で保管を行う必要がある。

## TTC試験
TTCは、生体組織の代謝活性の有無を調べる試薬として用いられる。TTCはもともと白色であるが、生理活性のある組織内では脱水素酵素によって還元され、不溶性で赤色の TPF (1,3,5-triphenylformazan, トリフェニルホルマザン) になる。しかし活性がない組織では呈色は起こらない。
この性質を利用して、根の生理活性の測定や、種子の発芽能力の鑑定、細菌増殖の有無の鑑定などに用いられる。TTCをTPFに還元する酵素は様々であるが、電子伝達系のコハク酸脱水素酵素やフラビン酵素などがTTCの還元に関与している。